# Helina calyptrata
Helina calyptrata är en tvåvingeart som beskrevs av Malloch 1924. Helina calyptrata ingår i släktet Helina och familjen husflugor. Inga underarter finns listade i Catalogue of Life.